# Черемошно
Черемошно (укр. Черемошне) — село в Колодяжненской сельской общине Ковельского района Волынской области Украины.
Код КОАТУУ — 0722183803. Население по переписи 2001 года составляет 554 человека. Почтовый индекс — 45040. Телефонный код — 3352.
Возле села находится одноимённая гора высотой 196,9 м.